# 干沙路·施加利斯
干沙路·施加利斯（西班牙語：Gonzalo Segares，1982年10月13日—）一般称作施加利斯，生于聖荷西，哥斯達黎加职业足球运动员，曾效力于美國職業足球大聯盟球会芝加哥火燄，他曾代表哥斯達黎加上陣3次。